# Laricina mollis
Laricina mollis är en svampart som beskrevs av Josef Velenovský 1934. Laricina mollis ingår i släktet Laricina, ordningen disksvampar, klassen Leotiomycetes, divisionen sporsäcksvampar och riket svampar.   Inga underarter finns listade i Catalogue of Life.